# Honda Motocompo
La Honda Motocompo es una pequeña motocicleta plegable vendida por Honda entre los años 1981 y 1983.
La Motocompo fue presentada como una moto de maletero, diseñada para encajar en el maletero de automóviles ciudadanos como el Honda Today y el entonces nuevo Honda City. De hecho, el maletero del City fue diseñado alrededor de una Motocompo plegada. El manillar, asiento y pedales se encajan en el interior del carenado plástico rectangular, presentando un aspecto final de caja con unas dimensiones de 1185 mm de largo por 240 mm de ancho y 540 mm de alto. Las estimaciones iniciales de Honda para el mercado japonés eran de 8 000 City y 10 000 Motocompo mensuales. Sin embargo, el City sobrepasó las expectativas, mientras que de la Motocompo se vendieron un total de 53 369 unidades hasta el final de su producción en 1983, apenas 3 000 unidades mensuales.

## Mercadotecnia y ficción
- Las compañías Aoshima e Imai crearon modelos a escala 1/12 para montar de la Motocompo.[4][5]
- El personaje Natsumi Tsujimoto del manga y anime Taiho Shichauzo emplea una Honda Motocompo.[6]